# 香港青年協會李兆基書院

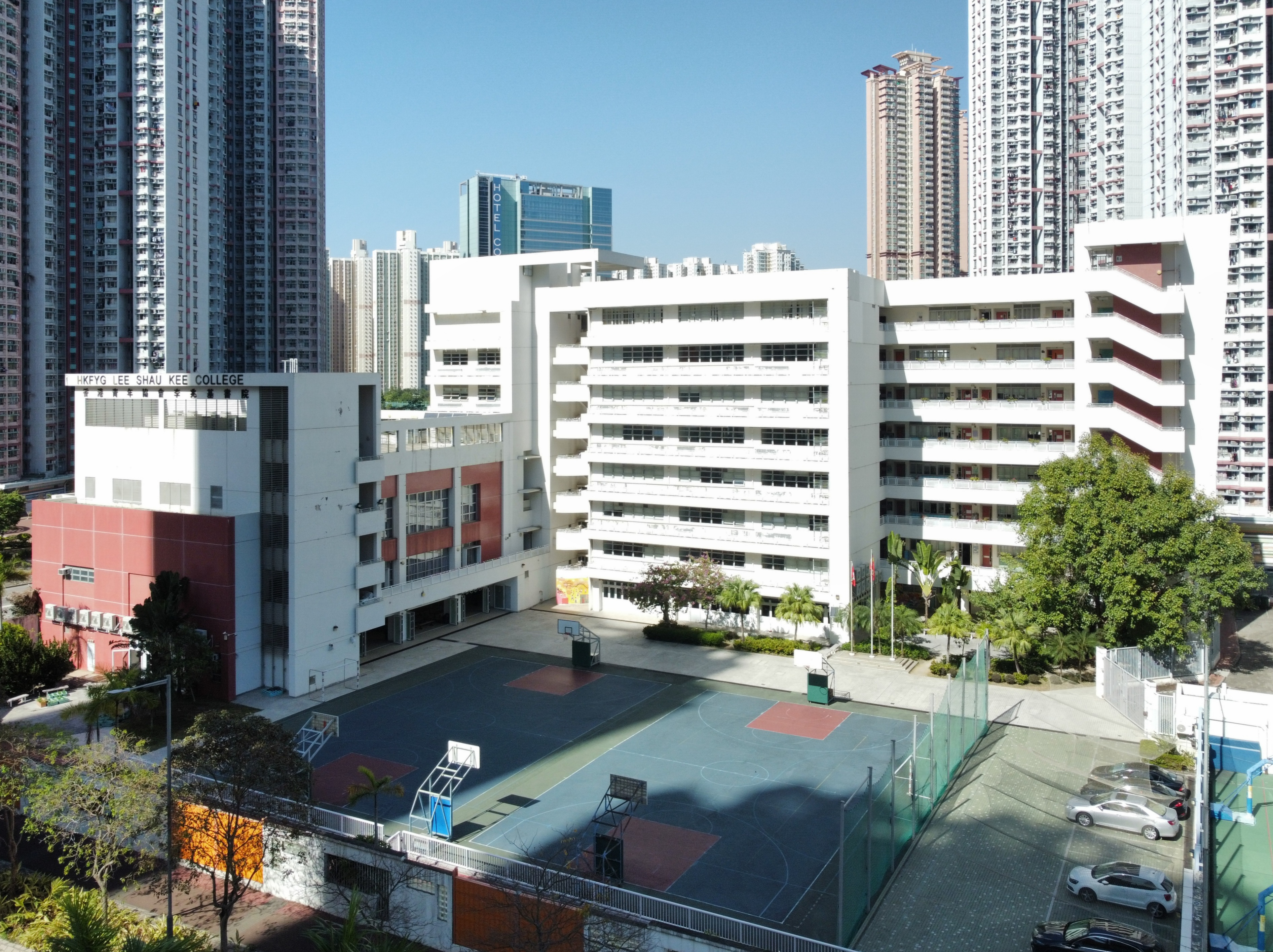
校舍後方

香港青年協會李兆基書院（英語：HKFYG Lee Shau Kee College，簡稱HLC）是一所位於香港新界天水圍的直資男女英文中學，由香港青年協會於2006年創校，現時開設中一至中六年級。該校重視培養學生英語能力，5名外籍英語教師除了課堂教學外，亦會於課外時間與學生進行英語活動。其聯繫小學為香港青年協會李兆基小學。

## 歷屆行政人員

### 校長
- 潘鎮球 先生（2006年-2012年，創校校長；前為聖公會莫壽增會督中學、田家炳中學及聖保羅男女中學校長）
- 李白蘭 女士（2012年-2018年）
- 連鎮邦 先生（2018年起，現任校長；前為五育中學校長）

## 辦學宗旨
以學生為本，知識乃智慧之源。學生須具有扎實的學問基礎，而且具有不斷追求知識、求實求真的精神，並能自信自強、好學不倦、勇於承擔，成為一位有氣質涵養的優秀人才，成為社會未來的棟樑。

## 開設科目
該校主要教授以下科目：
- 中國語文
- 英國語文
- 數學
- 數學延伸部分單元一（微積分與統計）
- 數學延伸部分單元二（代數與微積分）
- 綜合人文
- 通識
- 公民及社會發展
- 物理
- 化學
- 生物
- 視覺藝術
- 中國文學
- 英國文學
- 地理
- 中國歷史
- 歷史
- 經濟
- 企業會計與財務概論
- 資訊及通訊科技
- 旅遊與款待

## 公開考試佳績
香港青年協會李兆基書院是於歷屆的香港中學文憑考試曾出產「7科5**狀元」（在甲類科目中至少3個選修科及4個核心科獲得5**成績）的43間學校之一。截至2025年，共有1位。

### 香港中學文憑考試狀元名單
- 2013年：謝楚灝，於香港大學取得內外全科醫學士。 [3][4]

## 交通
巴士

## 外部連結
- 香港青年協會李兆基書院網站 （页面存档备份，存于）

1. ↑  HK01. . HK01 (2021年7月21日) (HK01). 2021-07-21  [2021-08-25]. （原始内容存档于2021-07-30）. （页面存档备份，存于）
2. ↑  . 香港 01. 2025-07-16  [2025-07-16].
3. ↑  文匯報. . 文匯報 (2013年7月16日) (文匯報). 2013-07-16  [2021-08-25]. （原始内容存档于2013-07-21）. （页面存档备份，存于）
4. ↑  . 香港醫務委員會. 2023-12-28  [2023-12-28]. （原始内容存档于2023-12-28）.